# Spizellomyces lactosolyticus
Spizellomyces lactosolyticus är en svampart som beskrevs av D.J.S. Barr 1984. Spizellomyces lactosolyticus ingår i släktet Spizellomyces och familjen Spizellomycetaceae.   Inga underarter finns listade i Catalogue of Life.